# Bakałarzewo (gmina)
Bakałarzewo est une gmina rurale du powiat de Suwałki, Podlachie, dans le nord-est de la Pologne. Son siège est le village de Bakałarzewo, qui se situe environ 19 km à l'ouest de Suwałki et 114 km au nord de la capitale régionale Białystok.
La gmina couvre une superficie de 123,01 km2 pour une population de 3 053 habitants.

## Géographie
La gmina inclut les villages d'Aleksandrowo, Bakałarzewo, Gębalówka, Góra, Kamionka Poprzeczna, Karasiewo, Klonowa Góra, Konopki, Kotowina, Malinówka, Maryna, Matłak, Nieszki, Nowa Kamionka, Nowa Wieś, Nowy Dwór, Nowy Skazdub, Orłowo, Płociczno, Podgórze, Podrabalina, Podwólczanka, Sadłowina, Słupie, Sokołowo, Stara Chmielówka, Stara Kamionka, Stary Skazdub, Suchorzec, Wólka, Wólka-Folwark, Zajączkowo, Zajączkowo-Folwark et Zdręby.
La gmina borde les gminy de Filipów, Olecko, Raczki, Suwałki et Wieliczki.